# Theosodon
Theosodon is een geslacht van uitgestorven zoogdieren dat tijdens het Mioceen (meer bepaald van het Aquitanien tot het Serravallien, ongeveer 23 - 11,5 miljoen jaar geleden) leefde in Zuid-Amerika. 

## Fossiele vondsten
Fossielen van het dier zijn vooral gevonden in Argentinië (Santa Cruz-formatie, Sarmiento-formatie), maar ook in Colombia (La Venta, Villavieja-formatie) en Chili.

## Beschrijving

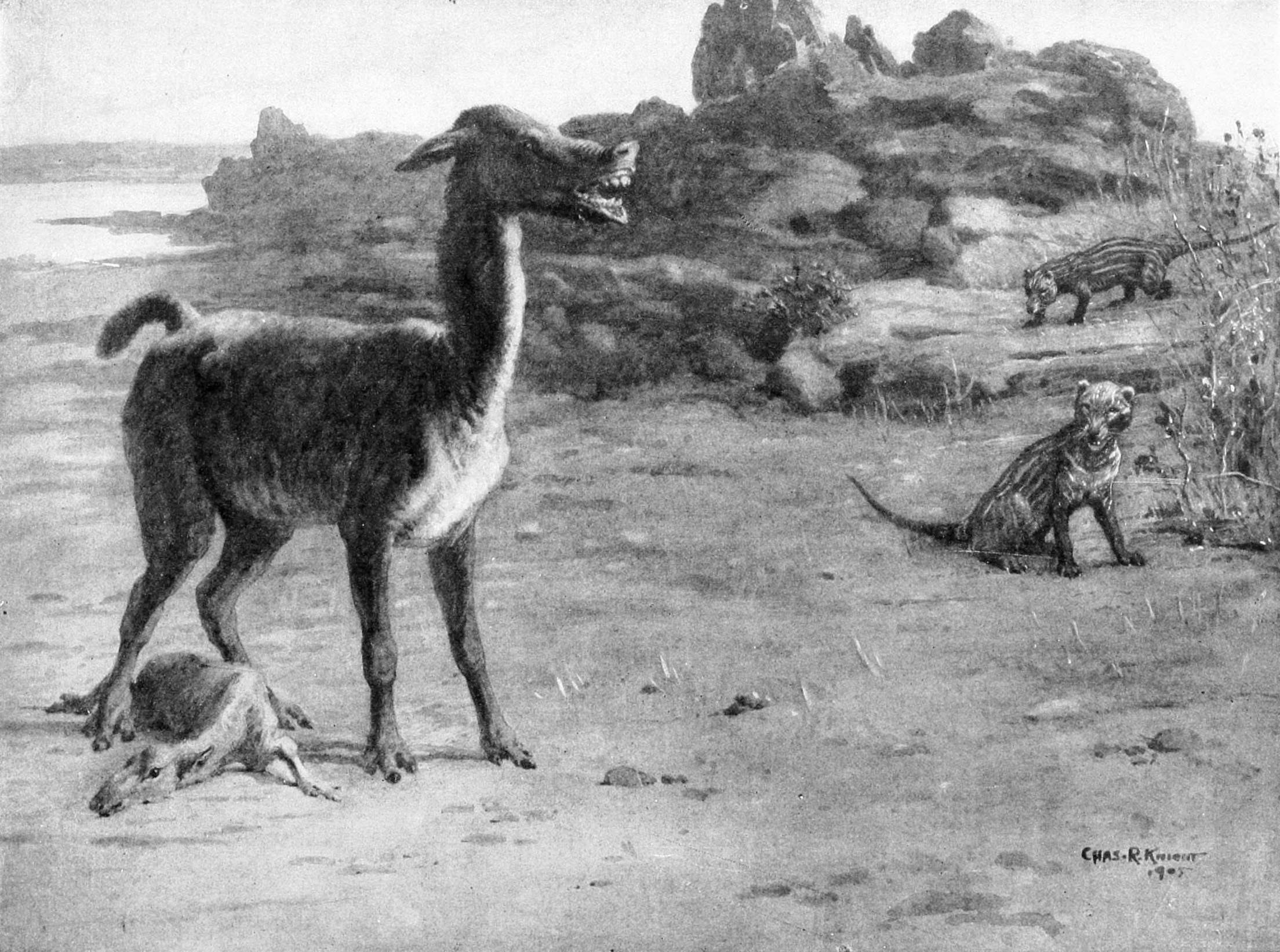
reconstructie van Theosodon garretorum (links) en Borhyaena tuberata (rechts)

Theosodon leek waarschijnlijk erg op een hedendaagse lama, hoewel het geslacht niet verwant is aan deze groep. Ze werden 2 meter lang en wogen tot 95,6 kilogram. Ze hadden een lange hals en tapirachtige voeten met drie tenen. Aan hand van de positie van de neusgaten, vermoedt men dat Theosodon een korte slurf had, hoewel deze korter was dan die van verwante zoogdieren, zoals Macrauchenia.

### Voeding
Het geslacht is opmerkelijk door zijn smalle, lange onderkaak met een volledige set van 44 tanden, het grootste aantal tanden gekend in een placentadier. Vooral latere, gespecialiseerdere zoogdieren hadden minder tanden. Theosodon was dus waarschijnlijk een generalistische herbivoor, die zowel vegetatie bladerde als gras graasde.

## Uitsterven
Ondanks zijn grootte van 2 meter was Theosodon nog altijd een prooidier voor kleine roofdieren zoals Borhyaena, maar de ondergang van het geslacht begon al voor dat sabeltandtijgers, zoals Thylacosmilus, verschenen in Zuid-Amerika. Een grote dreiging zouden echter schrikvogels zoals Kelenken geweest zijn. Deze dieren hadden zowel kracht als ook de snelheid om grote dieren zoals Theosodon te achtervolgen en te doden. De ondergang van het geslacht komt bovendien inderdaad overeen met de opkomst van de grotere schrikvogels.